# Natália Araújo
Natália Araújo, född 10 april 1997, är en volleybollspelare (libero). Hon spelar i Brasiliens landslag och har spelat sin klubbkarriär med olika klubbar i Brasilien.
Med landslaget har hon tagit silver vid VM 2022 samt Volleyball Nations League 2019 och 2022.